# Roś (gmina)
Roś – dawna gmina wiejska istniejąca do 1939 roku w woj. białostockim (obecnie na Białorusi). Siedzibą gminy była Roś.
W okresie międzywojennym gmina Roś należała do powiatu wołkowyskiego w woj. białostockim.
30 grudnia 1922 roku do gminy Roś przyłączono część obszaru gminy Tereszki:
- gromada Dychnowicze (wieś Dychnowicze, wieś i gajówka Ignatowce),
- gromada Olchowo (wieś Olchowo);

Natomiast część obszaru gminy Roś włączono do gminy Biskupice:
- gromada Kołłątaje (wieś Kołłątaje, folwarki Kołłątaje, Łozy i Zygmuntowo, oraz osada Kołłątaje),
- gromada Liczyce (wieś Liczyce),
- gromada Piataki (wieś Piataki),
- gromada Skuraty (wieś Skuraty)[3].

16 października 1933 gminę Roś podzielono na 24 gromady: Andrusze, Bobłowo, Dychnowicze, Dzięciołowicze, Endrychowce, Krasne Sioło, Krzywonosy, Moczulno, Nowe Sioło, Nowosiółki I, Nowosiółki II, Olchowo, Pasynki, Podroś, Pohorany, Roś, Rybaki, Skrzybowo, Stańkowce, Studzieniec, Wiechotnica, Wierzbowo, Zahory i Zarzeczany I.
Po wojnie obszar gminy Roś wszedł w struktury administracyjne Związku Radzieckiego.